# Hofmann-elimináció
A Hofmann-elimináció aminok eliminációs reakciója, melynek során a legkevésbé stabil (legkevésbé szubsztituált) alkén, a Hofmann-termék keletkezik. Ez ellentétes a Zajcev-szabállyal, mely szerint a szokásos eliminációs reakciók eredményeként a legstabilabb alkén keletkezik. Az elnevezés a reakció felfedezőjére – August Wilhelm von Hofmann – utal.
A reakció során az amint metil-jodid feleslegével kvaterner ammónium-jodid sóvá alakítják (kimerítő metilezés), majd ezüst(I)-oxiddal és vízzel kezelve kvaterner ammónium-hidroxid keletkezik. A sót melegítéssel elbontva nagyrészt a Hofmann-termék keletkezik – ennek oka, hogy a távozó csoport sztérikus árnyékoló hatása miatt a hidroxidion a könnyebben hozzáférhető hidrogént fogja lehasítani.
Az egyik példa a transz-ciklooktén szintézise:

## Fordítás
Ez a szócikk részben vagy egészben  a   Hofmann elimination című angol Wikipédia-szócikk ezen változatának fordításán alapul.  Az eredeti cikk szerkesztőit annak laptörténete sorolja fel. Ez a jelzés csupán a megfogalmazás eredetét és a szerzői jogokat jelzi, nem szolgál a cikkben szereplő információk forrásmegjelöléseként.

## További olvasnivalók
- A Hofmann-elimináció animált mechanizmusa